# École supérieure d'ingénieurs en génie électrique
L'ESIGELEC est l'une des 204 écoles d'ingénieurs françaises accréditées au 1er septembre 2020 à délivrer un diplôme d'ingénieur.
École consulaire, sous tutelle du ministère de l'Enseignement Supérieur et de la Recherche, elle a été créée en 1901, contractualisée avec l’État, installée à Rouen depuis 1978, soutenue par la chambre de commerce et d'industrie de Rouen (CCIR) qui la cogère dans le cadre d’une association loi de 1901 avec l'ESIGELEC-Alumni (Anciennement Société des Ingénieurs en Génie Électrique - SIGELEC) regroupant les anciens élèves. En 2008, une nouvelle gouvernance se met en place incluant outre la CCIR et la SIGELEC, les entreprises (grands groupes et PME), les collectivités, et l’enseignement supérieur.
En juillet 2017, le site internet de l'école annonce qu'environ 10 000 étudiants ont été diplômés depuis sa création. L'effectif total est d'environ 1 600 étudiants et 404 enseignants et personnels dont 134 permanents. Les promotions ont environ 400 élèves-ingénieurs. L'école compte cinq départements, huit laboratoires de travaux pratiques et un institut de recherche.

## L'école
L'école est reconnue par l'État depuis 1922, son ministère de contractualisation est celui de l’Enseignement Supérieur et de la Recherche ; elle est régulièrement évaluée et accréditée par l’AERES (Agence d'évaluation de la recherche et de l'enseignement supérieur).
Elle est associée à l’Institut Mines-Télécom et membre de la Conférence des grandes écoles (CGE) depuis 1989, de la Conférence des directeurs des écoles françaises d'ingénieurs (CDEFI) et associée au Groupement des Écoles des Mines puis à l'Institut Mines-Télécom depuis 2011.
L'école a signé plus de 70 conventions avec des universités ou écoles d’ingénieurs dans plus de 30 pays. Elle possède un réseau de 3 000 entreprises dont 400 à l’étranger.[réf. nécessaire]

### Diplôme délivré
Outre l'accréditation par la Commission des titres d'ingénieur (CTI), l'obtention du diplôme confère le Master’s Degree (grade de Master) et bénéficie du label EURACE.

### Historique

#### Évolution du nom
En 1901, Alexandre Charliat crée l'École Pratique d'Électricité Industrielle située au 53, rue Belliard à Paris. L'école prend ensuite le nom de « École d'électricité industrielle de Paris » (EEIP) puis en 1980, le nom de « École supérieure d'ingénieurs en génie électrique » (ESIGELEC). Depuis juin 2016, l’école utilise uniquement le sigle « ESIGELEC », sans le détailler explicitement.

#### Localisation
Située à Paris depuis 1901, l'école s'installe à Beauvais en 1968 puis en 1978, au 58, rue Méridienne à Rouen ; en 1991, elle déménage à Mont-Saint-Aignan près de Rouen et enfin en 2004 au Technopôle du Madrillet, à Saint-Étienne-du-Rouvray au sud de Rouen, dont l'inauguration a lieu le 16 septembre 2004. En septembre 2023, un nouveau campus ouvre à Chasseneuil-du-Poitou, à proximité du Futuroscope.

## L'institut de recherche
En 2001, l'école crée l'IRSEEM, le laboratoire de recherche spécialisé dans les systèmes embarqués. La première pierre du campus d'intégration des systèmes embarqués (CISE) est posée en 2010. En 2012, le nouveau campus et ses plates-formes sont inaugurés, ce qui complète l’implantation sur le Madrillet.

## La classe préparatoire
Le 6 décembre 2022, l'ESIGELEC inaugure un nouveau bâtiment de 2300 m² qui jouxte le campus de l’école sur le site du Madrillet. Cette nouvelle capacité d’accueillir permet à l'école d'intégrer les étudiants en classe préparatoire qui étaient précédemment répartis dans ses locaux de la rue de la Tour-de-Beurre.